# Copa Intertoto de la UEFA 2000
La Copa Intertoto de la UEFA 2000 fue la sexta edición de este torneo de fútbol a nivel de clubes de Europa, organizado por la UEFA y que contó con la participación de 60 equipos de todo el continente.
El torneo dio 3 plazas para la Copa de la UEFA 2000-01, las cuales se las llevaron el Celta de Vigo  de España el Vfb Stuttgart de Alemania y el Udinese Calcio de Italia

## Primera Ronda
- Los partidos de ida se jugaron los días 18 y 19 de junio, y los partidos de vuelta se jugaron los días 25 y 26 de junio.

| Equipo 1                  | Agr.         | Equipo 2              | Ida | Vuelta |
| ------------------------- | ------------ | --------------------- | --- | ------ |
| Pelister                  | 4–1          | Hobscheid             | 3–1 | 1–0    |
| Trenčín                   | 0–4          | Dinaburg              | 0–3 | 0–1    |
| Zagłębie Lubin            | 7–1          | Vilash Masallı        | 4–0 | 3–1    |
| Cibalia                   | 4–2          | Obilić                | 3–1 | 1–1    |
| LASK Linz                 | 4–1          | Hapoel Petah Tikva    | 3–0 | 1–1    |
| Nea Salamis Famagusta     | 6–2          | Vllaznia              | 4–1 | 2–1    |
| HB Tórshavn               | 0–7          | Tatabánya             | 0–4 | 0–3    |
| Leiftur                   | (v.) 6–6     | Luzern                | 2–2 | 4–4    |
| Glenavon                  | 1–4          | Slaven Belupo         | 1–1 | 0–3    |
| Dnepr-Transmash           | 4–2          | Silkeborg             | 2–1 | 2–1    |
| Floriana                  | 1–3          | Stabæk                | 1–1 | 0–2    |
| Dinamo Tbilisi            | 3–3 (v.)     | Standard Liège        | 2–2 | 1–1    |
| Primorje                  | 11–0         | Westerlo              | 5–0 | 6–0    |
| Narva Trans               | 4–9          | Ceahlăul Piatra Neamţ | 2–5 | 2–4    |
| Cwmbran Town              | 0–2          | Nistru Otaci          | 0–1 | 0–1    |
| Kocaelispor               | 1–1 (3–5 p.) | Atlantas              | 0–1 | 1–0    |
| Västra Frölunda           | (v.) 2–2     | Zrinjski Mostar       | 1–0 | 1–2    |
| MyPa                      | 4–5          | Neuchâtel Xamax       | 1–2 | 3–3    |
| Araks Ararat              | 1–3          | Sigma Olomouc         | 1–2 | 0–1    |
| University College Dublin | 3–3 (v.)     | Velbazhd Kyustendil   | 3–3 | 0–0    |

## Segunda Ronda
- Los partidos de ida se jugaron los días 1 y 2 de julio y los de vuelta los días 8 y 9 de julio.

| Equipo 1                  | Agr.     | Equipo 2              | Ida | Vuelta |
| ------------------------- | -------- | --------------------- | --- | ------ |
| FC Nistru Otaci           | 3–7      | SV Austria Salzburg   | 2–6 | 1–1    |
| FC Zenit Saint Petersburg | 6–1      | NK Primorje           | 3–0 | 3–1    |
| Perugia                   | 2–3      | Standard Liège        | 1–2 | 1–1    |
| Nea Salamina Famagusta    | 1–3      | Austria Wien          | 1–0 | 0–3    |
| Stabæk                    | 0–5      | AJ Auxerre            | 0–2 | 0–3    |
| Dinaburg FC               | 0–1      | AaB                   | 0–0 | 0–1    |
| LASK Linz                 | 3–4      | FK Marila Příbram     | 1–1 | 2–3    |
| FK Atlantas               | 2–7      | Bradford City A.F.C.  | 1–3 | 1–4    |
| RCD Mallorca              | 3–4      | Ceahlăul Piatra Neamţ | 2–1 | 1–3    |
| FK Chmel Blšany           | 8–2      | FC Dnepr-Transmash    | 6–2 | 2–0    |
| CS Sedan Ardennes         | 6–2      | Leiftur               | 3–0 | 3–2    |
| Neuchâtel Xamax           | 2–10     | VfB Stuttgart         | 1–6 | 1–4    |
| Zagłębie Lubin            | 1–1 (v.) | NK Slaven Belupo      | 1–1 | 0–0    |
| FC Tatabánya              | 3–2      | HNK Cibalia           | 3–2 | 0–0    |
| FK Pelister               | 3–1      | Västra Frölunda IF    | 3–1 | 0–0    |
| Velbazhd Kyustendil       | 2–8      | Sigma Olomouc         | 2–0 | 0–8    |

## Tercera Ronda
- Los partidos de ida se jugaron los días 15 y 16 de julio y los de vuelta el 22 de julio.

| Equipo 1                  | Agr.     | Equipo 2            | Ida | Vuelta |
| ------------------------- | -------- | ------------------- | --- | ------ |
| Celta de Vigo             | 5–1      | FK Pelister         | 3–0 | 2–1    |
| AaB                       | 2–3      | Udinese             | 0–2 | 2–1    |
| CS Sedan Ardennes         | 1–2      | VfL Wolfsburg       | 0–0 | 1–2    |
| FK Marila Příbram         | 1–3      | Aston Villa F.C.    | 0–0 | 1–3    |
| FK Chmel Blšany           | 8–0      | Kalamata FC         | 5–0 | 3–0    |
| RC Lens                   | 2–2 (v.) | VfB Stuttgart       | 2–1 | 0–1    |
| Bradford City A.F.C.      | 3–0      | RKC Waalwijk        | 2–0 | 1–0    |
| FC Rostselmash            | 1–5      | AJ Auxerre          | 0–2 | 1–3    |
| NK Slaven Belupo          | 1–2      | Sigma Olomouc       | 1–1 | 0–1    |
| Standard Liège            | 4–2      | SV Austria Salzburg | 3–1 | 1–1    |
| Ceahlăul Piatra Neamţ     | 2–5      | Austria Wien        | 2–2 | 0–3    |
| FC Zenit Saint Petersburg | 4–2      | FC Tatabánya        | 2–1 | 2–1    |

## Semifinales
- Los partidos se jugaron los días 26 de julio y 2 de agosto.

| Equipo 1             | Agr. | Equipo 2       | Ida | Vuelta     |
| -------------------- | ---- | -------------- | --- | ---------- |
| Sigma Olomouc        | 3–1  | Chmel Blšany   | 3–1 | 0–0        |
| VfB Stuttgart        | 2–1  | Standard Liège | 1–1 | 1–0        |
| Zenit St. Petersburg | 4–0  | Bradford City  | 1–0 | 3–0        |
| Celta Vigo           | 3–1  | Aston Villa    | 1–0 | 2–1        |
| Austria Wien         | 0–3  | Udinese        | 0–1 | 0–2        |
| Auxerre              | 3–2  | VfL Wolfsburgo | 1–1 | 2–1 (t.e.) |

## Finales
- Los partidos se jugaron los días 8 y 22 de agosto.

| Equipo 1      | Agr. | Equipo 2             | Ida | Vuelta     |
| ------------- | ---- | -------------------- | --- | ---------- |
| Celta Vigo    | 4–3  | Zenit St. Petersburg | 2–1 | 2–2        |
| Sigma Olomouc | 4–6  | Udinese              | 2–2 | 2–4 (t.e.) |
| Auxerre       | 1–3  | VfB Stuttgart        | 0–2 | 1–1        |